# Bemmelse Waard
De Bemmelse Waard (ook geschreven als Bemmelsche Waard) is een natuurgebied in de uiterwaarden van de Gelderse plaats Bemmel, in de gemeente Lingewaard. De Bemmelse Waard is onderdeel van het Natura 2000-gebied de Gelderse Poort.
Het gebied ligt ten zuiden van de bebouwde kom van Bemmel en ten noorden aan de Waal. Het gebied kent relatief veel typen deellandschappen, waaronder onder andere grasland, akkerland, ruigte, rivierstrand en zachthoutooibos. De Bemmelse Waard wordt beheerd door Staatsbosbeheer.

## Flora
In de Bemmelse Waard komen verscheidene wilde populaties van zeldzame inheemse plantensoorten voor. Voorbeelden zijn kleine steentijm (Clinopodium acinos), Noorse ganzerik (Potentilla norvegica), pijpbloem (Aristolochia clematitis), knolribzaad (Chaerophyllum bulbosum), graskers (Lepidium graminifolium), stekend loogkruid (Salsola kali), moeslook (Allium oleraceum) en kweekdravik (Bromopsis inermis subsp. inermis).

### Exoten
In de Bemmelse Waard komen veel populaties van exoten voor, waaronder ook veel invasieve exoten. Deze staan vermeld in de onderstaande lijst.
- Dijkviltbraam (Rubus armeniacus)
- Japanse duizendknoop (Fallopia japonica)
- Late guldenroede (Solidago gigantea)
- Oranje springzaad (Impatiens capensis)
- Reuzenbalsemien (Impatiens glandulifera)
- Reuzenberenklauw (Heracleum mantegazzianum)
- Canadese kornoelje (Cornus serica)

### Plantengemeenschappen
De Bemmelse Waard herbergt relatief veel verschillende typen plantengemeenschappen voor de grootte van het gebied. In de onderstaande lijst staan enkele noemenswaardige associaties die in de Bemmelse Waard goed ontwikkeld voorkomen.
- Lissen-ooibos (Irido-Salicetum albae)
- Bijvoet-ooibos (Artemisio-Salicetum albae)
- Kweekdravik-associatie (Bromo inermis-Eryngietum)
- Vlieszaad-associatie (Bromo-Coryspermetum)
- Associatie van ganzenvoeten en beklierde duizendknoop (Chenopodietum rubri)
- Kribbenmos-associatie (Cinclidotetum fontinaloidis)
- Touwtjesmos-associatie (Sciurohypno-Anomodontetum)

## Fotogalerij

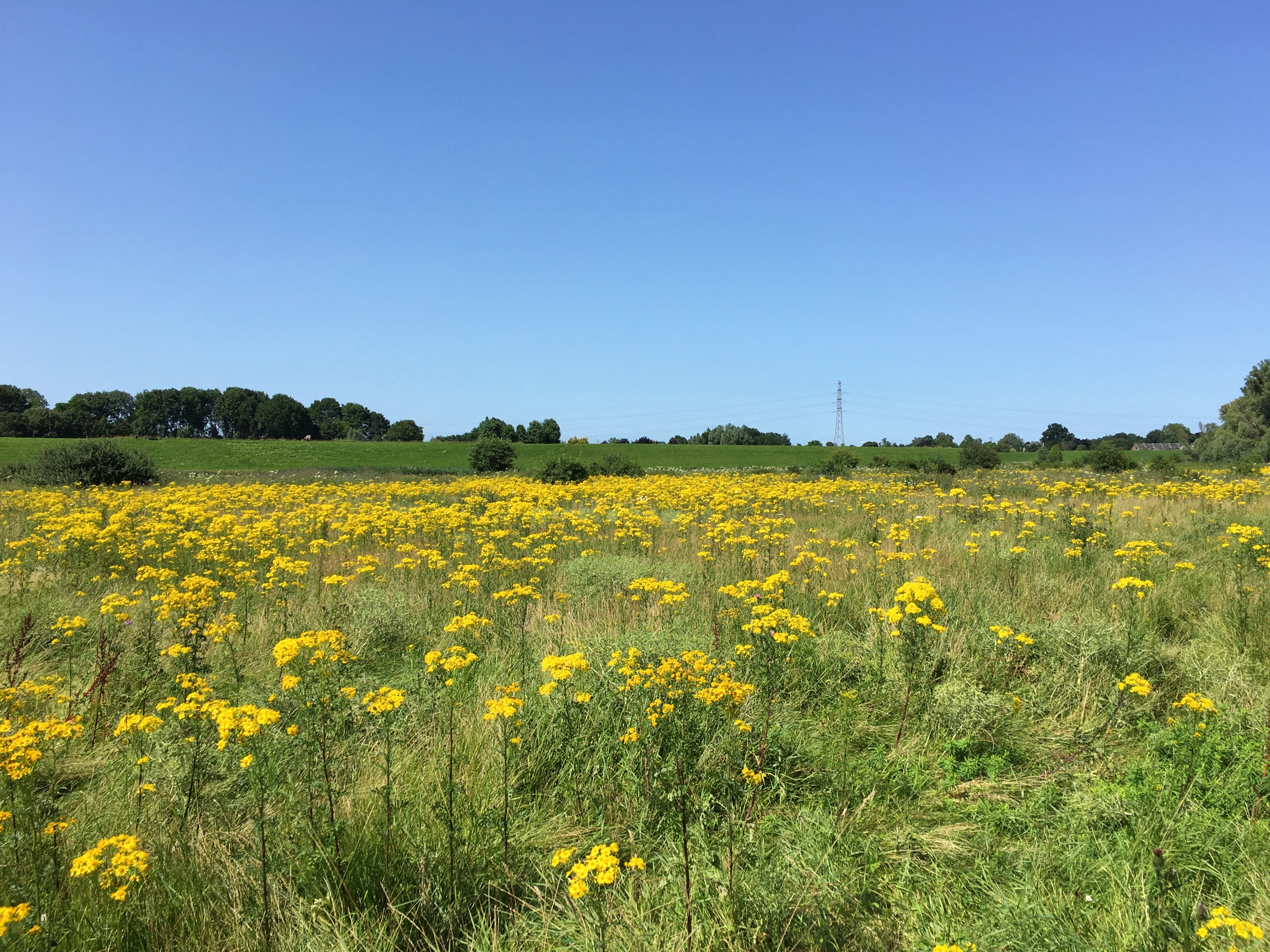
Een ruigte met bloeiend jakobskruiskruid
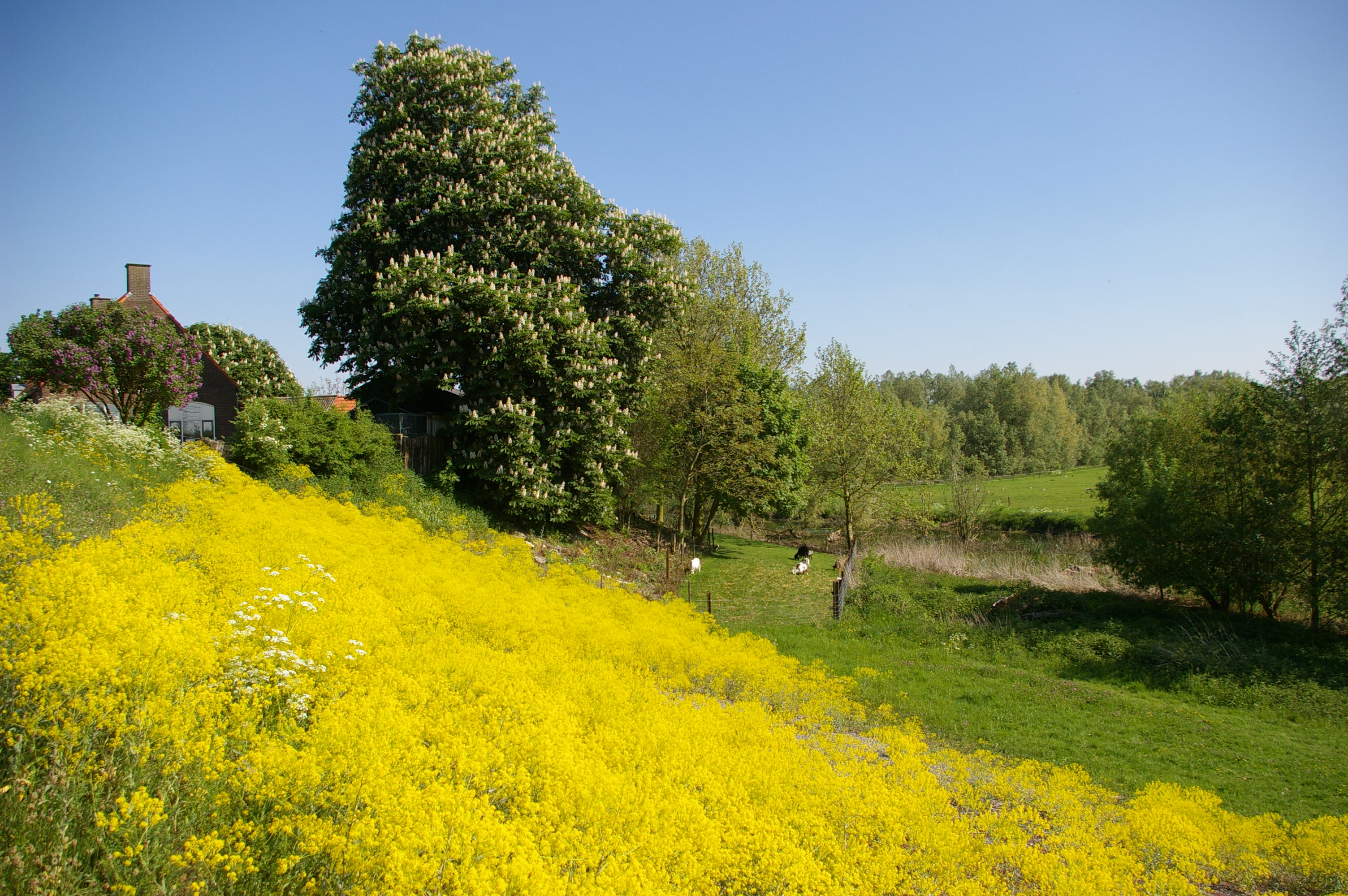
De Waaldijk met bloeiende wede
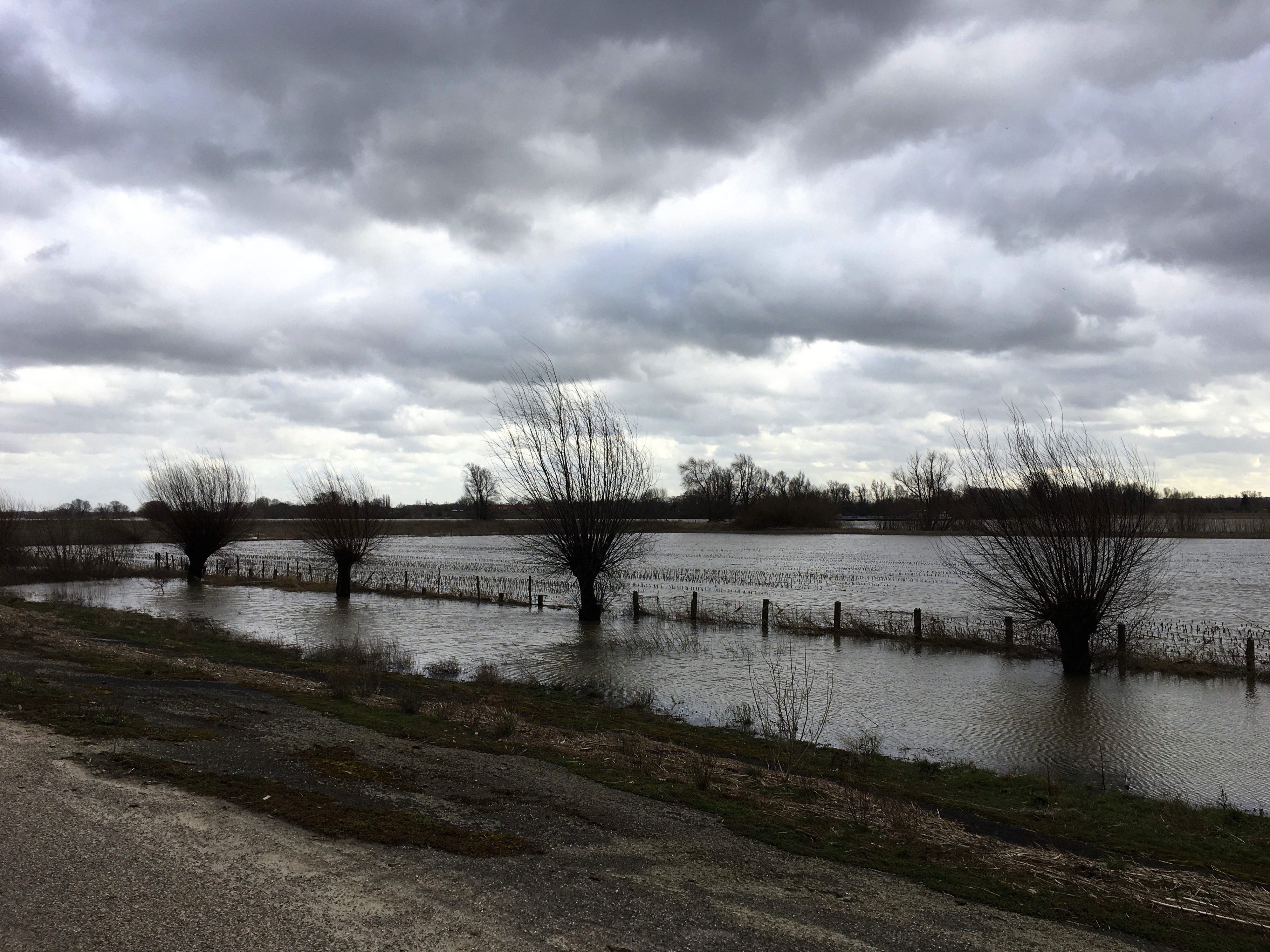
Hoogwater in de winter van 2020
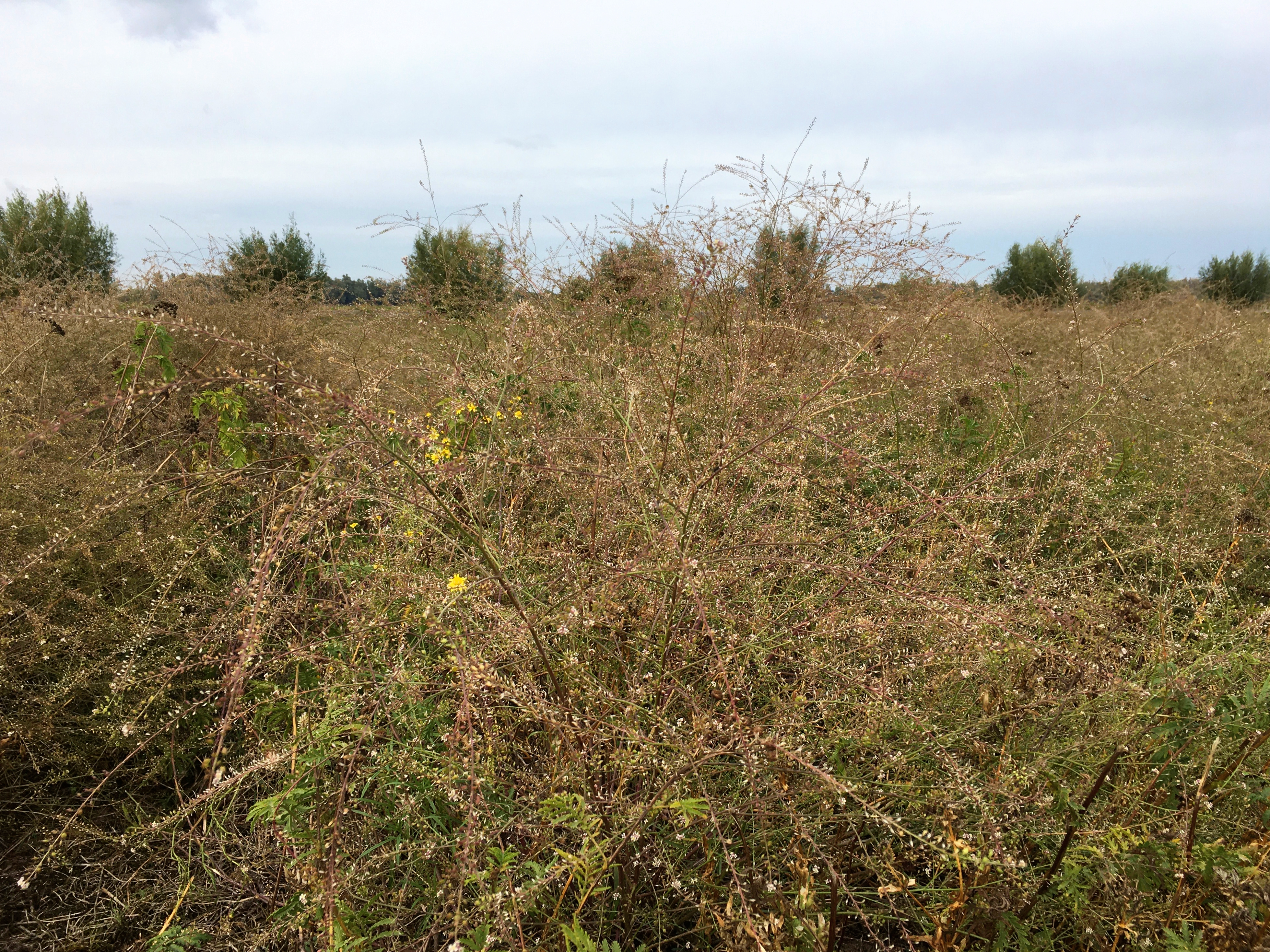
Een ruigte vol graskers

## Bijzonderheden
- De moord op Maja Bradarić vond plaats in de Bemmelse Waard.
- De kruisdistelgalmug (Lasioptera eryngii) werd voor het eerst in Nederland gezien in de Bemmelse Waard.